# Prototypetheorie
De prototypetheorie is een in de cognitieve wetenschap en de semantiek gebruikte categorisatiemethode waarbij sommige leden van een categorie die een concept vormt meer centraal staan dan andere, bijvoorbeeld omdat het genoemde alledaagser is. Zo staat bijvoorbeeld binnen de categorie meubel het lid stoel meer centraal dan zitbankje. Opgemerkt moet worden dat het prototype in dit verband een subcategorie vormt en niet zoiets als een unieke instantie, aangezien een zitbankje met evenveel recht een meubel genoemd kan worden als een stoel. 
De naam prototypetheorie is in 1973 voorgesteld door Eleanor Rosch.

## Prototype versus logische equivalentie
De prototypetheorie vormde een radicale breuk met het dan toe algemeen aanvaarde dan en slechts dan als-principe uit de logica van Aristoteles. Hierin worden categorieën gedefinieerd als sememen die op basis van semen zijn gevormd, zodat bijvoorbeeld de categorie vogel de semen [+vleugels], [+snavel] en [+mogelijkheid tot vliegen] bevat. In de prototypetheorie wordt een categorie daarentegen voorgesteld als zijnde opgebouwd uit verschillende elementen met een ongelijke status, die geleidelijk in elkaar overvloeien (zie ook extensionaliteit en intensionaliteit), en waarbij het ene lid in bepaalde opzichten superieur is aan het andere. De categorie vogel heeft op deze manier bijvoorbeeld de leden mus, merel en pinguïn, waarbij de eerste twee van deze leden in de meeste delen van de wereld (met uitzondering van de Zuidpool) eerder als het "superieure" prototype beschouwd zullen worden dan het laatste lid. Niettemin staat de prototypetheorie in bepaalde gevallen ook semen toe die alleen voor scherp afgebakende categorieën, zoals [onveranderlijk] in een grammaticale context alleen bij de categorie bijwoord kan horen.    